# 萊莫恩學院
43°02′53″N 76°05′11″W / 43.048098°N 76.086441°W
萊莫恩學院（Le Moyne College）是位於美國紐約州雪城郊區迪威特的一所私立天主教大學，由耶穌會成立於1946年，是最早甫一成立即為男女同校的耶穌會教育機構。2014年董事會任命琳達·M·萊穆拉（Linda M. LeMura）為校長，使其成為世界上第一位以非教會人士身份當選的耶穌會大學校長。2015年的《美國新聞與世界報導》在北部地區大學排名中將其列在第19位。

## 外部連結
- Le Moyne College website （页面存档备份，存于）
- Le Moyne Athletics website （页面存档备份，存于）
- McDevitt Endowment （页面存档备份，存于）